# Mamnoon Hussain

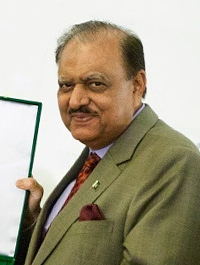
Mamnoon Hussain (2014)

Mamnoon Hussain (Urdu ممنون حسین‎; * 2. März 1940 in Agra, Indien; † 14. Juli 2021 in Karatschi) war ein pakistanischer Geschäftsmann und Politiker, der vom 9. September 2013 bis zum 9. September 2018 Präsident Pakistans war.
Im Jahr 1999 war er für kurze Zeit der Gouverneur der Provinz Sindh, verlor dieses Amt nach dem Militärputsch durch Pervez Musharraf jedoch wieder. Als Vorsitzender der Industrie- und Handelskammer von Karatschi wurde er von der regierenden Muslimliga als Kandidat für die Präsidentschaftswahl 2013 nominiert und am 30. Juli 2013 zum 12. Präsidenten von Pakistan gewählt. Hussain trat das Amt am 9. September 2013 an. Er folgte damit Asif Ali Zardari nach, der sich der Wiederwahl nicht gestellt hatte. Hussain wurde wenig politische Erfahrung nachgesagt. Er starb im Juli 2021 in Karatschi an den Folgen einer Krebserkrankung.